# Verzerrung (Kartografie)

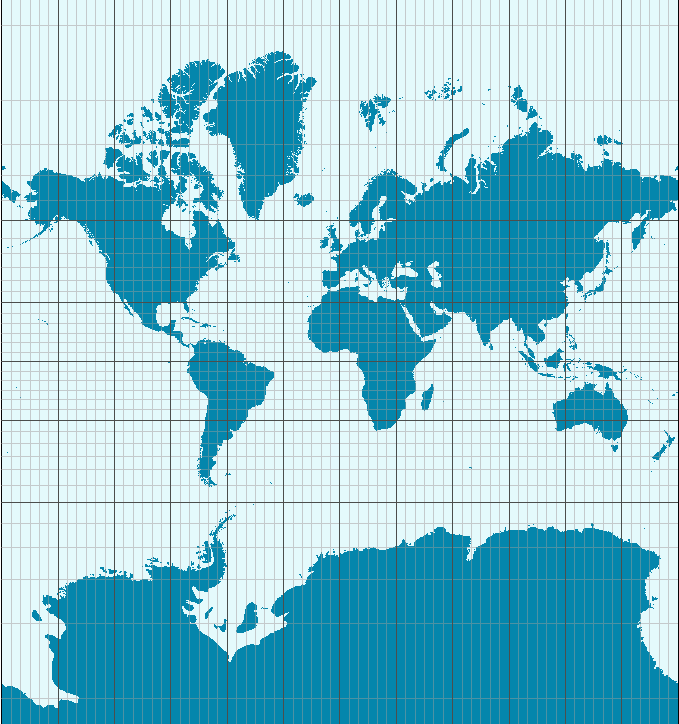
Klassische Mercator-Projektion: Grönland erscheint flächenmäßig so groß wie Afrika, obwohl es in Wirklichkeit um den Faktor 14 kleiner ist; auch dass die Antarktis so groß abgebildet wird wie die gesamte restliche Landfläche, entspricht nicht der Wirklichkeit.

Als Verzerrung wird in der Kartografie die Veränderung von Strecken, Winkeln oder Flächenausmaßen bezeichnet, die durch die  Projektion der Erdkugel auf die (ebene) Fläche der Landkarte auftritt. Solche Verzerrungen sind bei Abbildungen aller in zwei Richtungen gekrümmten Oberflächen unvermeidlich; dagegen ist verzerrungsfreie Darstellung nur möglich bei abwickelbaren Flächen (Ebene, Zylinder, Kegel), d. h. bei Flächen, die nur in einer oder in keiner Richtung gekrümmt sind.
Die Verzerrungen werden generell umso stärker, je größer das dargestellte Gebiet der Erdoberfläche (bzw. auf dem Mond, Planet, Sternhimmel) ist. Daher treten beim Aneinanderlegen benachbarter Kartenblätter gewisse Klaffungen an den Rändern auf.
Die Art der Verzerrungen hängt von der jeweiligen Kartenprojektion ab:
- Generelle Streckentreue ist unmöglich, doch kann die Streckenverzerrung in bestimmten Richtungen vermieden oder gering gehalten werden.
- Winkeltreue Projektionen verzerren Flächen besonders stark (Beispiel: die Mercatorprojektion, in der Grönland mit 2,17 Mio. km² so groß erscheint wie Afrika mit 30,2 Mio. km²).
- Flächentreue Projektionen verzerren Winkel besonders stark (Beispiele: Flächentreue Azimutalprojektion und Gnomonische Projektion).